# Kościół św. Antoniego z Padwy w Grzybnie
Kościół św. Antoniego z Padwy w Grzybnie – katolicki kościół parafialny zlokalizowany we wsi Grzybno w gminie Chojna, w powiecie gryfińskim (województwo zachodniopomorskie). Jest kościołem parafialnym erygowanej w 1946 roku parafii św. Antoniego z Padwy w Grzybnie w dekanacie Banie.

## Historia i architektura
Kościół usytuowany jest na niewielkim wzniesieniu w centrum wsi Grzybno. Powstał w XIII wieku, kiedy wieś należała do templariuszy z Rurki. Wymurowany został z granitowej kostki. Pomimo późniejszych przebudów jego bryła zachowała pierwotną romańską formę. Jest to budowla salowa, sytuowana na planie prostokąta, z wyraźnie wyodrębnionym prostokątnym prezbiterium. Świątynia nakryta jest dwupołaciowym dachem. W ścianie południowej znajduje się nieduża kruchta z metalową sterczyną na kalenicy.
W okresie po reformacji kościół był użytkowany przez ewangelików i na początku XVII wieku został przebudowany. W prezbiterium w ścianie południowej widoczny jest zamurowany wąski portal, zamknięty pojedynczym kamieniem uformowanym w płaski łuk odcinkowy. Zamurowany został także zamknięty półokrągłym łukiem portal w północnej ścianie nawy. W ścianie wschodniej widoczne są ślady po zamurowanych oknach zamkniętych półokrągłymi łukami. W ścianie południowej znajdowały się pierwotnie trzy niewielkie okna zamknięte półokrągłym łukiem, z których dwa później zamurowano, a jedno poszerzono. Również z dwóch okien w prezbiterium jedno zostało poszerzone, a drugie zamurowane. Po zakończeniu II wojny światowej kościół został poświęcony jako świątynia katolicka w dniu 1 września 1946 roku przez księdza Tadeusza Sorysa.
Do 1967 roku kościół posiadał w elewacji zachodniej ryglową wieżę dzwonną, którą następnie rozebrano. Obecnie obok kościoła znajduje się wolnostojąca, zadaszona drewniana dzwonnica. Zawieszony jest na niej dzwon z 1892 roku, ozdobiony okolicznościową inskrypcją.
Wnętrze kościoła nakryte jest płaskim, drewnianym stropem belkowanym. W środku zachowały się: barokowy ołtarz z 2. połowy XVIII wieku, drewniana empora chórowa, polichromie na belkach stropowych.
Do kościoła przylega cmentarz, otoczony kamiennym murem.